# Статуя чести
Статуя чести (тур. Onur Anıtı), также известная как Памятник Ататюрку, расположена в парке Ататюрк в районе Илькадым города Самсун, в Турции. Она посвящена высадке Мустафы Кемаля Ататюрка в Самсуне, одному из ключевых событий Войны за независимость Турции. Памятник является одной из главных достопримечательностей Самсуна

## История
Конная статуя Мустафы Кемаля Ататюрка была заказана в 1927 году губернатором провинции Самсун Казым-пашой (Казым Инанч) австрийскому скульптору Генриху Криппелю, который ранее выиграл конкурс с жюри по созданию памятника Победы в Анкаре, изображающего Ататюрка на коне. Создание бронзовой статуи происходило в Вене с 1928 по 1931 год. 29 октября 1931 года памятник был установлен на своём постаменте в Самсуне, в День Республики. Официальное же его открытые состоялось 15 января 1932 года. Статуя чести стала тринадцатым памятником Ататюрку и четвертым произведением Криппеля в Турции.
Бронзовая статуя, изображающая Ататюрка на коне, имеет в высоту 4,75 метра, в то время как общая высота памятника составляет 8,85 метров. Скульптор получил за свою работу премию в $5 500, а возведение памятника обошлось в $37 000.
Металлические конструкции для памятника отливались на металлургическом заводе «Vereinigte Metallwerke» в Австрии. Разделённый на 32 части памятник транспортировали из Гамбурга (Германия) на борту корабля Nicea по немецко-левантийскому морскому пути в Самсун, куда он прибыл 15 октября 1931 года.